# Lucy Ogechukwu Ejike
Lucy Ogechukwu Ejike (née le 16 octobre 1977) est une haltérophile paralympique (force athlétique) nigériane. Elle a représenté six fois son pays aux Jeux paralympiques, de 2000 à Sydney jusqu'en 2020 à Tokyo. Elle a gagné une médaille à chaque fois, soit trois d'or, deux d'argent et une de bronze.

## Histoire personnelle
Lucy Ogechukwu Ejike est née au Nigeria en 1977. Lucy Ogechukwu Ejike est handicapée et doit se déplacer en un fauteuil roulant des suites d'une poliomyélite.

## Carrière en haltérophilie handisport
Lucy Ogechukwu Ejike commence son entraînement de force athlétique peu de temps avant les Jeux paralympiques d'été de 2000 à Sydney, en Australie. Aux Jeux de Sydney, elle concoure dans la catégorie des 44 kg. Elle remporte la médaille d'argent avec un poids de 102,5 kg derrière l'Égyptienne Fatma Omar. Quatre ans plus tard aux Jeux d'Athènes, alors qu'elle concoure dans la même catégorie de poids, elle bat le record du monde d'haltérophilie paralympique à deux reprises avant de remporter la médaille d'or avec poids de 127,5 kg.
En 2008, aux Jeux de Pékin, Lucy Ogechukwu Ejike passe dans la catégorie supérieure des 48 kg où elle remporte l'or. Elle bat le record du monde à sa première tentative en soulevant 125 kg. Elle bat le record une nouvelle fois avec une deuxième levée de 130 kg, mais échoue à sa troisième tentative en tentant de soulever 137,5 kg.
Après sa victoire à Pékin, Lucy Ogechukwu Ejike déclare avoir l'intention de monter de nouveau d'une catégorie pour établir un nouveau record du monde dans une troisième catégorie. Il s'ensuit une confrontation aux Jeux paralympiques d'été de 2012 à Londres avec sa rivale d'Athènes et détentrice du record du monde dans la catégorie des 56 kg, Fatma Omar,. Lucy Ogechukwu Ejike prend la tête au premier tour avec une levée de 135 kg mais elle échoue à dépasser ce poids, tandis que Fatma Omar améliore son record de Pékin avec une levée finale de 142 kg. Malgré son incapacité à battre Fatma Omar, les deux femmes restent au-dessus du reste du groupe et Lucy Ogechukwu Ejike remporte la médaille d'argent, en soulevant 17 kg de plus que la médaillée de bronze, la Turque Özlem Becerikli.
Quatre ans plus tard, les deux rivales se rencontrent pour la troisième fois lors des Jeux paralympiques à Rio de Janeiro. Après les Jeux de Londres, le Comité international paralympique modifie les catégories de poids en haltérophilie handisport pour les hommes et les femmes. Les deux femmes concourent cette fois dans la catégorie des 61 kg. Le record de la catégorie établi l'année précédente par la Mexicaine Amalia Perez à 133 kg est battu par Lucy Ogechukwu Ejike dès sa première levée avec un poids de 135 kg. Fatma Omar échoue à 133 kg lors de sa première levée, mais réussit au même poids lors de sa deuxième tentative. Lucy Ogechukwu Ejike améliore son avance avec sa deuxième levée, établissant son deuxième record du monde de la journée avec un poids de 138 kg. Fatma Omar répond avec une dernière levée de 140 kg, reléguant temporairement Lucy Ogechukwu Ejike à la seconde place. Pour sa dernière tentative, Lucy Ogechukwu Ejike réussit à battre, pour la troisième fois de la journée, le record du monde et remporte sa troisième médaille d'or à des Jeux paralympiques avec une levée de 142 kg. En plus de sa médaille d'or, Lucy Ogechukwu Ejike avait déjà été honorée en étant choisie par son pays comme Porte-drapeau lors de la Cérémonie d'ouverture.
Elle est de nouveau présente en 2021 aux Jeux paralympiques à Tokyo en catégorie -61kg ; elle obtient le bronze avec une levée de 130 kg.